# Advance Music
Advance Music é uma empresa da Alemanha que trabalha na indústria fonográfica do país e que combate e reprime a pirataria e o uso ilegal em seu país. Essa instituição é um membro internacional da Federação Internacional da Indústria Fonográfica - IFPI, e segue as normas pré-estabelecidas pela federação e que não devem de forma alguma estar envolvidos na criação não autorizada, imitação, duplicação, venda, importação ou outra utilização de gravações ou performances de artistas em violação de qualquer lei.